# Antillophyllum spinulosum
Antillophyllum spinulosum är en insektsart som först beskrevs av Brunner von Wattenwyl 1895.  Antillophyllum spinulosum ingår i släktet Antillophyllum och familjen vårtbitare. Inga underarter finns listade i Catalogue of Life.